# でんこちゃん
でんこちゃんは、日本の電力会社である東京電力ホールディングス（以下東京電力）のマスコットキャラクター。キャラクターデザインは漫画家の内田春菊。

## 詳細
でんこちゃんは本名を分電でんこ（ぶんでんでんこ）といい、1987年にパンフレットにて初登場。社報『とうでん』1994年10月号によれば、「元々はCM用のキャラクターではなくサービス課で発行するお客さま向けのパンフレットに家庭内の電気知識、電気安全を紹介するキャラクター」として登場した。最初に登場したパンフレットのテーマに分電盤があり、内田のひらめきで分電盤から「でんこ」という命名がなされたという。初登場時は頭身が高く同誌は「好みの問題もありますが、今よりもずっと美人？」などと評している。声の担当は当初は渡辺信子であったが、2004年からは乙葉に交代している。コマーシャルソングには菅野よう子が作曲と歌を担当したものもある。「でんこの電気日記」CMには矢島正明がナレーションを担当していたものもあった。
設定上は主婦なのにも関わらずCMやパンフレットなどではOLや小学生の格好で登場したこともあった。現在では、省エネ関連以外のCMにも登場している。また、夫である分電盤太も共にCMに登場している。
2007年1月から、従来の省エネ関連の広報テレビCMシリーズ「でんこの電気日記」に加え、電気の疑問について博士・平賀源在が詳しく説明するシリーズ「でんこと博士のはてな電気」が、新聞広告とテレビコマーシャルで展開されている。一時期、「電気と仲良くね！」にメッセージが変更されていたことがあったが、2022年のテレビCMでの使用再開（後述）時には「電気を大切にね！」に戻っている。
関東地方・山梨県・静岡県（富士川より東の50hzエリア）では有名なCMキャラクターの一つであるが、東京電力の営業エリアでしか放送されていないので、それ以外の地域での知名度は極めて低い。
インターネット博覧会においてはパビリオンコンテンツとして公開された。また、広報誌「グラフTEPCO」に『ぶんでんでんこ』というタイトルで4コママンガを連載しており、ここには「内田春菊」と作者名がクレジットされている。でんこちゃん関連グッズは、かつて東京電力関連のイベントや発電所の見学会等で配布されるだけだったが、後にTEPCO PR館（閉館）などで販売されるようになった。

## 福島第一原子力発電所事故の影響
2011年3月11日の東北地方太平洋沖地震（東日本大震災）によって発生した福島第一原子力発電所事故後、東京電力はでんこちゃんが出演するコマーシャル、並びにでんこちゃんが登場するパンフレット類の自粛を実施し、以後でんこちゃんが公の場に登場することは無くなり、でんこちゃんのホームページも削除されていた。
そして、2012年3月31日でキャラクター使用契約が切れるのを受け、契約を更新せずにでんこちゃんの使用を中止し、以後はキャラクターを使わずに節電をアピールすることに決まった。この理由について東京電力側ではコスト削減としている。
2年以上にわたって使用されていなかったが、2014年10月頃からウェブサイトの節電を呼びかけるページなどで使用が再開された。また、2022年冬季の電力需給が逼迫していることを受けて、同年12月3日からは約11年ぶりにでんこちゃんが登場するCMが、テレビ・YouTubeでそれぞれ公開されている。

## でんこちゃんの家
- 電柱市電線町の赤い屋根の家

## TEPCO:でんこちゃん一家の登場人物
分電でんこ（ぶんでん でんこ）　
声-渡辺信子（初代）→乙葉（2代目）
主人公。親の血を受け継いで少々慌て者であるが、いつも好奇心旺盛。一人称は「あたし」。分電家に嫁いで間もないので子供はいない。盤太と共に実家の近くのアパートで2人暮らし（『とうでん』では両親との2世帯同居ではない旨明記されている）。なお社員から年齢の問い合わせがあった際に「プライバシーに触れるので秘密」と回答されているが、『とうでん』によるとこれは建前で実際は20代というおおまかな設定しかされていなかったからであるという。正確には「永遠の20代」で年は取らない。
分電盤太（ぶんでん ばんた）
声-八嶋智人（初代）→調査中（二代目）
でんこの夫。機械に強い技術系のサラリーマン。愛妻家で、いつも妻のことを心配してくれる。一人称は「ぼく（またはボク）」。社報『とうでん』1994年10月号で紹介された当時はまだ無名であった。でんこの学生時代回想シーンで、学生服姿の彼と（一時的な）別れのシーンがあり、でんこに「ばんたくん」と呼ばれている。
分電盤次（ぶんでん ばんじ）
盤太の弟で、自称フリーター。ネットサーファーで、電気を浪費する。金色に染めたスポーツ刈りの髪の毛と日焼けしたような小麦色の肌が特徴的。物語では米国で働かないかと勧誘を受けたことがあるが、実は英語を話せない。一人称は「おれ」。
暮野道成（くらしの みちなり）
商社マンで、ヨーロッパ（フランス、コート・ダジュール）、その後8月からオーストラリアに単身赴任。物語の終わりごろクリスマス・イヴに帰国する。家族思いな性格で、体格的に小太り。盤次のメール友だちでもある。
暮野ちえ（くらしの ちえ）
盤太の姉で、道成の妻。子供はいるものの、仕事に厳しいキャリアウーマン。一人称は「あたし」。
暮野エコ（くらしの えこ）
道成の一人娘。勝ち気な性格であるが、実際には父親が海外、母親が多忙のため寂しい様子。一人称は「あたし」。
分電盤太郎（ぶんでん ばんたろう）
盤太の父。学者肌で、小学校の教頭先生。実は陰で何かと工夫している。エコはこの盤太郎のことを「じーじ」と呼ぶ。一人称は「わたし」。『とうでん』での紹介当時既に名前が付与されていたキャラクターの一人。
分電のどか（ぶんでん のどか）
盤太の母。おっとりした性格で、甘い物が大好き。一人称は「あたし」。
でんこの両親
そそっかしいが娘思いの優しい父と、おっちょこちょいだが着物姿が特徴的な母からなる夫婦。でんこがお盆に里帰りした際に一緒にでんこの故郷に向かったエコを彼らが出迎えてくれる。
ニャモコン
分電家のペットの猫。生まれたときは体が弱く、電気ヒーターにもたれかかっていた。一人称は「私」。